# Georg Bohlmann

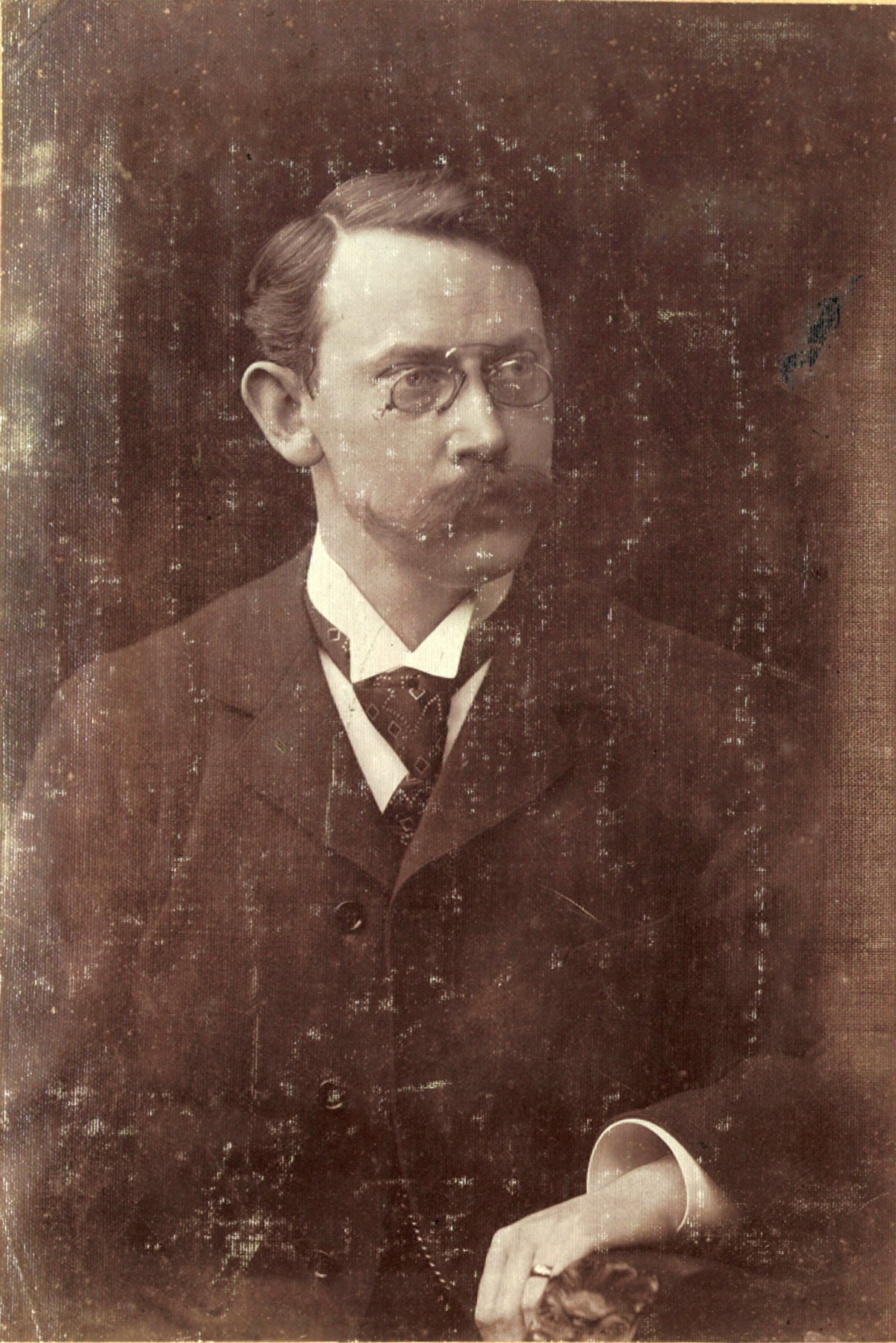
Georg Bohlmann

Georg Bohlmann (* 23. April 1869 in Berlin; † 25. April 1928 ebenda) war ein deutscher Mathematiker mit Schwerpunkten in der Wahrscheinlichkeitstheorie und der Versicherungsmathematik.

## Leben und Werk
Georg Bohlmann ging in Berlin und Leipzig zur Schule und machte 1888 sein Abitur am Wilhelms-Gymnasium in Berlin. Danach begann er unter Kronecker, Fuchs und Dilthey in Berlin Mathematik zu studieren. Immer mehr rückten dabei die Lieschen Gruppen ins Zentrum seines Interesses. Da dieses Gebiet in Berlin schlecht vertreten war, wechselte er an die Universität Halle, wo er 1892 unter Albert Wangerin mit dem Thema Ueber eine gewisse Klasse continuierlicher Gruppen und ihren Zusammenhang mit den Additionstheoremen promovierte. Danach arbeitete er zunächst am Meteorologischen Institut in Berlin, wo vermutlich auch sein Interesse für angewandte Mathematik geweckt wurde. Auf Einladung von Felix Klein wechselte er nach Göttingen, wo er sich 1894 habilitierte. 1895 war er an der Gründung des Göttinger Seminars für Versicherungswissenschaft beteiligt. Da er dort jedoch keine Festanstellung fand, ging er 1903 als Chefmathematiker zur deutschen Tochtergesellschaft der New Yorker Mutual Life Insurance nach Berlin.
1901 schrieb er den Beitrag „Lebensversicherungs-Mathematik“ in der Enzyklopädie der mathematischen Wissenschaften, wo er der Wahrscheinlichkeitstheorie lange vor Andrei Kolmogorow (1933) eine axiomatische Grundlage gab, insbesondere gab er auch als Erster die moderne Definition der stochastischen Unabhängigkeit (der Begriff wurde jedoch – ohne formelle Definition – zuerst 1718 von de Moivre verwendet). Im Vergleich zum heutigen Aufbau der Wahrscheinlichkeitstheorie fehlte einzig die technische Bedingung der Sigma-Additivität. Im Gegensatz zu Kolmogorow gelang es Bohlmann allerdings nicht, bedeutende Sätze im Rahmen seiner Axiomatik zu beweisen. Dadurch erlangte seine grundlegende Arbeit zur Wahrscheinlichkeitstheorie nur wenig Aufmerksamkeit. Insbesondere hatte Kolmogorow, obwohl er Ende der 1920er Jahre mehrfach in Göttingen weilte, keinerlei Kenntnis von Bohlmanns Arbeiten.
Bohlmann erkannte anhand der von ihm erhobenen statistischen Daten auch die Beziehung zwischen Anthropometrie und Versicherungsmathematik:

„In einer sehr beachtenswerten Studie zu den unter dem Namen ‚Medico-Acturial Mortality Investigation‘ unternommenen amerikanischen Sterblichkeitsunlersuchungen behandelt Bohlmann die Beziehungen der Anthropometrie zur Lebensversicherung. Er bespricht die Bedeutung der allgemeinen Anthropometrie für die Versicherungsmedizin, die Beziehungen der Körperlängen und Körpergewichte von Versicherten und die Bedeutung des Ueber- und Untergewichts unter Zugrundelegung eines großen und wertvollen Versichertenmaterials.“

## Schriften (Auswahl)
- Continuierliche Gruppen von quadratischen Transformationen der Ebene, Göttinger Nachrichten, 1896, S. 44–54
- Ein Ausgleichungsproblem, Göttinger Nachrichten, 1899, S. 260–271
- Lebensversicherungsmathematik, Enzyklopädie der Mathematischen Wissenschaften, 1901
- als Mitherausgeber: Joseph Serret: Differentialgleichungen und Variationsrechnung. In: Georg Bohlmann, Ernst Zermelo (Hrsg.): Lehrbuch der Differential- und Integralrechnung. Band 3. Leipzig 1904.[5]
- Die Grundbegriffe der Wahrscheinlichkeitsrechnung in ihrer Anwendung auf die Lebensversicherung, Atti del IV Congresso internazionale dei Matematici III, Rom 1909, S. 244–278
- Anthropometrie und Lebensversicherung, Zeitschrift für die gesamte Versicherungs-Wissenschaft 14, 1914, S. 743–786
- Die sozial-medizinische Bedeutung konstitutioneller Anomalien und Krankheiten. S. Karger, Berlin.[4]
- Lehrbuch der sozialen Medizin. S. Karger, Berlin.[4]